# X. Schriftstellerkongreß der DDR

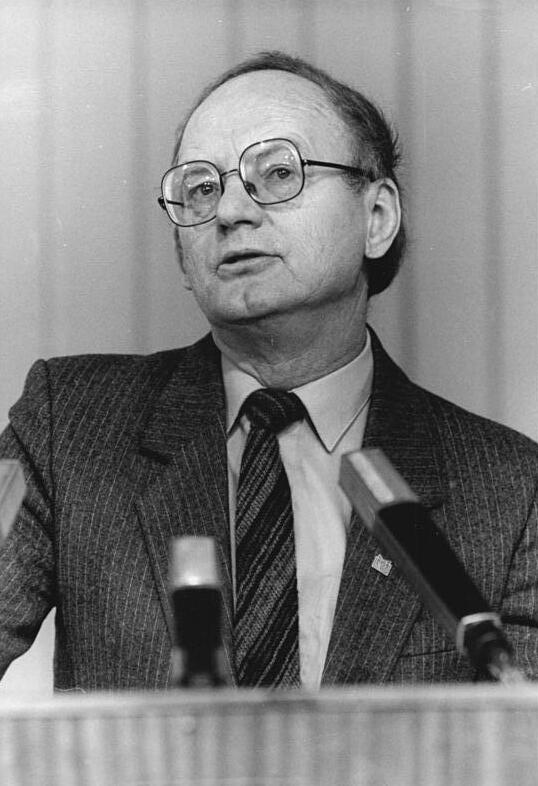
Schriftstellerverbandspräsident Hermann Kant

Der X. Schriftstellerkongreß der DDR fand vom 24. bis 26. November 1987 in Ost-Berlin statt.

## Vorgeschichte
Seit der Ausbürgerung Wolf Biermanns 1976 waren zahlreiche Schriftsteller aus dem Schriftstellerverband ausgeschlossen worden oder hatten die DDR verlassen. Dieses führte zu einer Verengung der Qualität und Vielfalt von literarischen Veröffentlichungen in den folgenden Jahren. 
Seit der Öffnungspolitik von Michail Gorbatschow in der Sowjetunion seit 1985 wuchs die Unruhe und Unzufriedenheit bei den verbliebenen Schriftstellern über die verschleppten Probleme der DDR-Kulturpolitik. Im Mai 1987 hatte es bei dem offiziellen Internationalen Schriftstellergespräch in Ost-Berlin schon vereinzelt kritische Äußerungen von Teilnehmern gegeben.

## Verlauf

### Teilnehmer

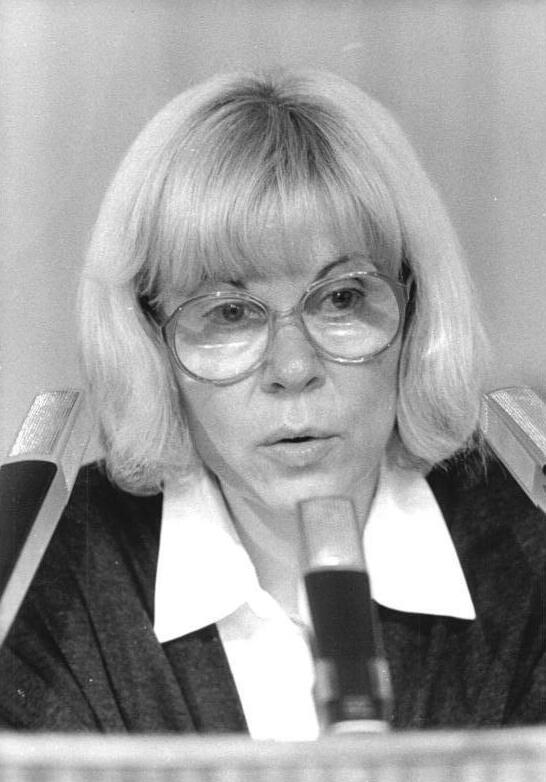
Schriftstellerin Helga Königsdorf

Der X. Schriftstellerkongress fand vom 24. bis 26. November 1987 in der Kongresshalle am Alexanderplatz in Ost-Berlin statt. Es nahmen 292 Mitglieder des Schriftstellerverbandes der DDR, sowie 206 internationale Gäste teil, darunter auch der ausgereiste  Leipziger Autor Erich Loest, der mit der Delegation des westdeutschen Schriftstellerverbandes gekommen war, was von Schriftstellerverbandspräsident Hermann Kant als Provokation empfunden wurde. Es waren bei den Plenumsreferaten auch Journalisten anwesend, darunter erstmals das westdeutsche Fernsehen.
Bei der Eröffnung waren auch der Staats- und Parteichef Erich Honecker, der SED-Chefideologe Kurt Hager, der Kulturminister Klaus Höpcke, der Chef der Grenztruppen Generalleutnant Klaus-Dieter Baumgarten und weitere offizielle Vertreter anwesend.

### Referate
Auf dem Kongress wurden in einer ungewohnten Offenheit Probleme teilweise sehr deutlich angesprochen. Bereits bei dem Eröffnungsreferat mahnte der parteitreue Verbandspräsident Hermann Kant an, dass Probleme zur Sprache gebracht werden sollten. Dem Schriftsteller Günter de Bruyn gelang es, einen kritischen Brief von Christa Wolf in Anwesenheit der Parteiverantwortlichen vorzulesen, was eigentlich nicht vorgesehen war. In diesem übte sie deutliche Kritik an der Kulturpolitik der vergangenen Jahre. Sie bat, junge Autoren stärker zu integrieren und Zeichen der Dialogbereitschaft an die ausgeschlossenen und ausgereisten Schriftsteller zu senden. Sie selbst war dem Kongress wie schon bei den beiden letzten Malen aus angeblichen Termingründen ferngeblieben. Es kam später sogar zu einer Abstimmung darüber, ob die ausgeschlossenen Mitglieder wieder aufgenommen werden sollten, was aber von der Mehrheit der Anwesenden abgelehnt wurde. 
Günter de Bruyn kritisierte in seinem Referat das sogenannte Druckgenehmigungsverfahren, das er offen Zensur nannte. Stephan Hermlin warnte vor einer Verfemung wichtiger Autoren der Weltliteratur, vor allem angesichts der Diskreditierung Nietzsches durch den Philosophen Harich. Der sorbische Autor Jurij Koch wies in deutlichen Worten auf die Bedrohung der Natur durch die zunehmende Umweltverschmutzung hin. Auch weitere Autoren wie Irina Liebmann äußerten sich kritisch.
In den nichtöffentlichen Arbeitsgruppen wurden offen diskutiert. Christoph Hein erregte Aufsehen, als er die Zensur in der DDR überholt, nutzlos, paradox, menschen- und volksfeindlich, ungesetzlich und strafbar nannte.